# Geranium schiedeanum
Geranium schiedeanum là một loài thực vật có hoa trong họ Mỏ hạc. Loài này được Schltdl. mô tả khoa học đầu tiên năm 1836.